# Vĩnh Ngọc, Nha Trang
Vĩnh Ngọc là một xã cũ thuộc thành phố Nha Trang, tỉnh Khánh Hòa, Việt Nam.
Xã Vĩnh Ngọc có diện tích 8,53 km², dân số năm 1999 là 10.125 người, mật độ dân số đạt 1.187 người/km².